# Сауранбаев, Болат Оспанович
Болат Оспанович Сауранбаев (каз. Болат Оспанұлы Сауранбаев; род. 8 декабря 1955, с. Байкадам, Джамбулская область) — аким города Тараз (1999—2005).

## Биография
В 1978—1980 годы, окончив Казахский политехнический институт им. В. И. Ленина по специальности «инженер-строитель», работал мастером, инженером-строителем Алма-Атинского домостроительного комбината.
С 1980 года — на партийных и государственных должностях: член оргбюро Алма-Атинского обкома, второй секретарь Алатауского райкома ЛКСМК; с 1983 — инструктор, заведующий отделом Алатауского райкома КПСС; с 1987 — 1-й заместитель председателя Алатауского райисполкома. С 1992 года — глава Алатауской районной администрации, с декабря 1993 — заместитель главы администрации, акима города Алматы. В 1998—1999 годы — технический директор ТОО «RamButya». В 1999 году защитил кандидатскую диссертацию («Системно-методические аспекты регулирования экологического состояния атмосферного воздуха города Алматы»).
С февраля 1999 по апрель 2005 года — аким города Тараз.
В последующем работал 1-м заместителем председателя правления АО «Корпорация „KUAT“» (2005—2006), генеральным директором ТОО «Шебер-Invest» (2006—2009), директором ТОО «Global Building Contract» (2009—2012).
С декабря 2012 года — руководитель аппарата акима, с марта 2013 по май 2016 года — заместитель акима города Алматы; координировал вопросы архитектуры, градостроительства, строительства, государственного архитектурно-строительного контроля, земельных отношений, строительства метро, автомобильных дорог и коммуникаций города. Член совета директоров АО «VITA».

### Семья
Жена — Камар Сагиналиевна Омарходжаева.
Дети: сын Ералы (р. 1979), дочери Багила (р. 1982) и Агила (р. 1984).

## Награды
Медаль.